# Eparchia di Mukačevo

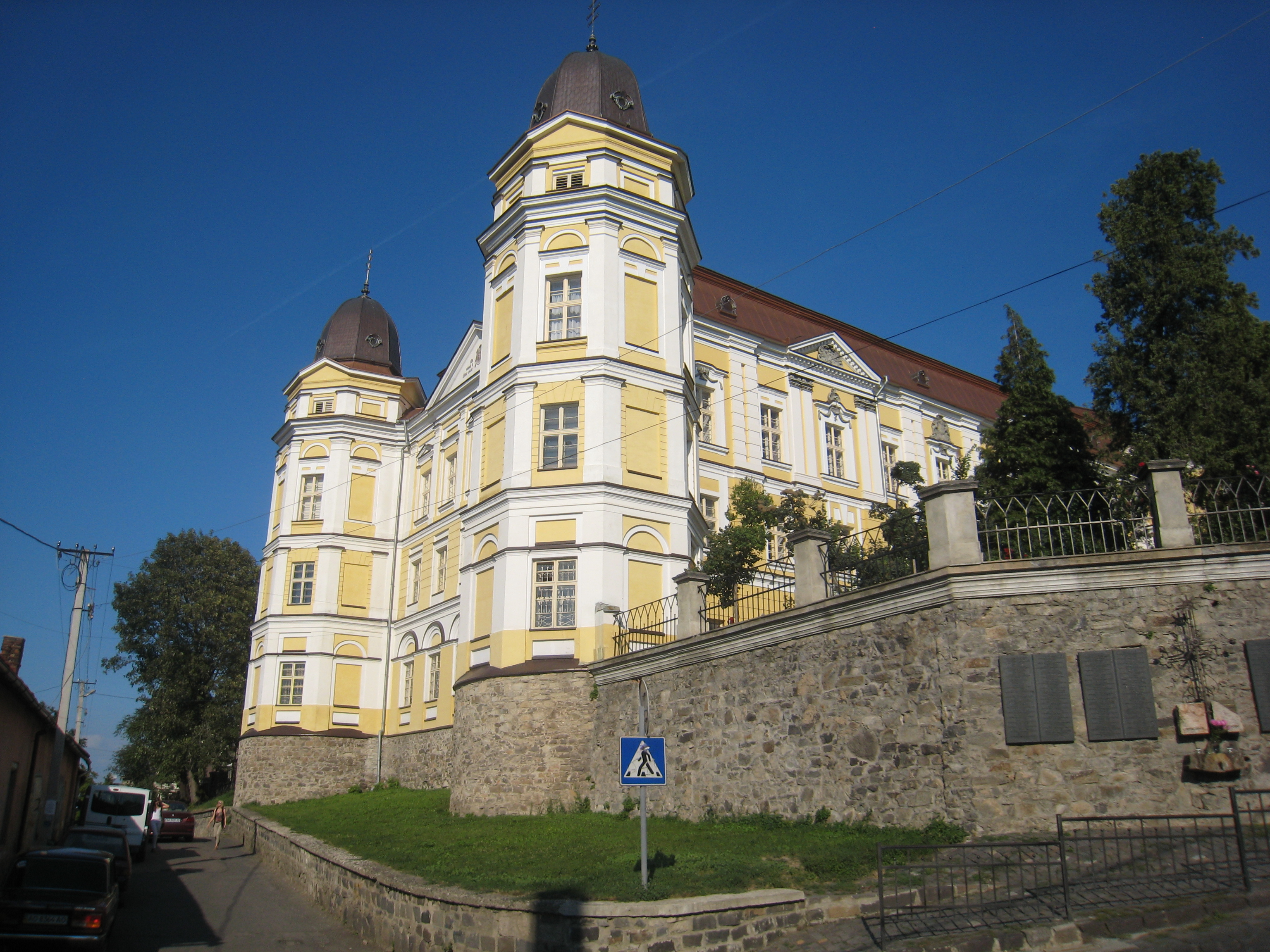
Il palazzo eparchiale a Užhorod.

L'eparchia di Mukačevo (in latino: Eparchia Munkacsiensis) è una sede della Chiesa greco-cattolica rutena immediatamente soggetta alla Santa Sede. Nel 2021 contava 317.740 battezzati su 1.247.400 abitanti. È retta dall'eparca Teodor Macapula, I.V.E.

## Territorio
L'eparchia comprende tutti i fedeli della Chiesa greco-cattolica rutena in Ucraina. I fedeli ruteni vivono per lo più in Rutenia subcarpatica, nella parte occidentale del Paese.
Sede eparchiale è la città di Užhorod, dove si trova la cattedrale dell'Esaltazione della Santa Croce. A Mukačevo, antica sede eparchiale, sorge la concattedrale dell'Assunzione della Vergine Maria.
Il territorio è suddiviso in 459 parrocchie.

## Storia
L'eparchia è stata eretta il 19 settembre 1771 con la bolla Eximia regalium di papa Clemente XIV. In precedenza i fedeli di rito bizantino, passati dalla Chiesa ortodossa a quella cattolica in seguito all'Unione di Užhorod del 1646, erano soggetti alla diocesi di Eger (oggi arcidiocesi). Originariamente l'eparchia era suffraganea dell'arcidiocesi di Esztergom (oggi arcidiocesi di Esztergom-Budapest).
Il 3 febbraio 1787 incorporò undici parrocchie di rito bizantino che erano soggette alla diocesi di Spiš e il 7 maggio dello stesso anno altre nove parrocchie che erano soggette alla diocesi di Rožňava.
Il 24 luglio 1817 la sede eparchiale è stata trasferita da Mukačevo a Užhorod con la bolla Romanos decet Pontifices di papa Pio VII.
Il 22 settembre 1818 ha ceduto una porzione del suo territorio a vantaggio dell'erezione dell'eparchia di Prešov, che oggi è l'arcieparchia metropolitana della Chiesa greco-cattolica slovacca.
Il 3 luglio 1823 ha ceduto un'ulteriore porzione di territorio a vantaggio dell'eparchia di Gran Varadino.
L'8 giugno 1912 ha ceduto le parrocchie di lingua ungherese a vantaggio dell'erezione dell'eparchia di Hajdúdorog, che oggi è l'arcieparchia metropolitana della Chiesa greco-cattolica ungherese.
Il 5 giugno 1930 ha ceduto ancora una porzione di territorio a vantaggio dell'erezione dell'eparchia di Maramureș (in Romania).
Il 2 settembre 1937 per effetto della bolla Ad ecclesiastici di papa Pio XI è divenuta una diocesi immediatamente soggetta alla Santa Sede.
Il 1º novembre 1947 l'amministratore apostolico Teodor Romža fu assassinato dall'NKVD. Venerato come martire, è stato beatificato da papa Giovanni Paolo II il 27 giugno 2001.
Nel 1949 le autorità sovietiche procedettero alla liquidazione della Chiesa greco-cattolica, che fu considerata illegale e continuò a operare clandestinamente. La Chiesa greco-cattolica rimase illegale in Unione Sovietica fino al 1989.

## Cronotassi dei vescovi
Si omettono i periodi di sede vacante non superiori ai 2 anni o non storicamente accertati.
- Jan Bradács † (23 settembre 1771 - 4 luglio 1772 deceduto)
- Andrij Bačins'kyj † (8 marzo 1773 - 19 dicembre 1809 deceduto)
  - Sede vacante (1809-1817)
- Oleksij Povčij † (28 luglio 1817 - 11 luglio 1831 deceduto)
  - Sede vacante (1831-1837)
- Vazul Popovič † (2 ottobre 1837 - 19 ottobre 1864 deceduto)[4]
  - Sede vacante (1864-1867)
- Stefan Pankovič † (22 febbraio 1867 - 29 agosto 1874 deceduto)[5]
- Ioann Pasztelij † (12 marzo 1875 - 24 marzo 1891 deceduto)
- Iulij Fircak † (17 dicembre 1891 - 1º giugno 1912 deceduto)
- Antal Papp † (2 giugno 1912 succeduto - 14 luglio 1924 dimesso)
- Petro Gebej † (16 luglio 1924 - 26 aprile 1931 deceduto)
- Oleksandr Stojka † (3 maggio 1932 - 31 maggio 1943 deceduto)
  - Sede vacante (1943-1991)[6]
- Ioann Semedij † (16 gennaio 1991 - 12 novembre 2002 ritirato)
  - Sede vacante (2002-2010)
- Milan Šašik, C.M. † (17 marzo 2010 - 14 luglio 2020 deceduto)[7]
  - Sede vacante (2020-2024)[8]
- Teodor Macapula, I.V.E., dall'8 maggio 2024

## Statistiche
L'eparchia nel 2021 su una popolazione di 1.247.400 persone contava 317.740 battezzati, corrispondenti al 25,5% del totale.
| anno | popolazione | popolazione | popolazione | presbiteri | presbiteri | presbiteri | presbiteri                | diaconi | religiosi | religiosi | parrocchie |
| anno | battezzati  | totale      | %           | numero     | secolari   | regolari   | battezzati per presbitero | diaconi | uomini    | donne     | parrocchie |
| ---- | ----------- | ----------- | ----------- | ---------- | ---------- | ---------- | ------------------------- | ------- | --------- | --------- | ---------- |
| 1999 | 320.000     | 1.288.000   | 24,8        | 155        | 152        | 3          | 2.064                     |         | 5         | 12        | 290        |
| 2000 | 320.000     | 1.284.300   | 24,9        | 177        | 165        | 12         | 1.807                     |         | 12        | 17        | 295        |
| 2001 | 320.000     | 1.282.000   | 25,0        | 182        | 170        | 12         | 1.758                     |         | 12        | 12        | 300        |
| 2002 | 320.000     | 1.279.500   | 25,0        | 183        | 172        | 11         | 1.748                     |         | 16        | 33        | 305        |
| 2003 | 320.000     | 1.253.900   | 25,5        | 167        | 156        | 11         | 1.916                     |         | 16        | 32        | 316        |
| 2004 | 320.000     | 1.248.300   | 25,6        | 182        | 173        | 9          | 1.758                     |         | 19        | 37        | 333        |
| 2009 | 380.000     | 1.281.000   | 29,7        | 238        | 218        | 20         | 1.596                     |         | 47        | 45        | 383        |
| 2010 | 380.000     | 1.281.000   | 29,7        | 261        | 232        | 29         | 1.455                     |         | 50        | 45        | 402        |
| 2013 | 320.000     | 1.254.396   | 25,5        | 310        | 280        | 30         | 1.032                     |         | 44        | 45        | 429        |
| 2016 | 320.000     | 1.256.850   | 25,5        | 320        | 289        | 31         | 1.000                     | 4       | 47        | 42        | 442        |
| 2019 | 318.740     | 1.251.000   | 25,5        | 318        | 286        | 32         | 1.002                     | 5       | 49        | 41        | 457        |
| 2021 | 317.740     | 1.247.400   | 25,5        | 327        | 297        | 30         | 971                       | 5       | 45        | 41        | 459        |